# Xanthoparmelia lynii
Xanthoparmelia lynii är en lavart som beskrevs av Elix & J. Johnst. Xanthoparmelia lynii ingår i släktet Xanthoparmelia och familjen Parmeliaceae.   Inga underarter finns listade i Catalogue of Life.